# The Smashing Machine
The Smashing Machine is een toekomstige Amerikaans-Canadees-Japanse biografische sportfilm, geschreven, geregisseerd en mede geproduceerd door Benny Safdie. De hoofdrollen worden vertolkt door Dwayne Johnson en Emily Blunt.

## Verhaal
De film volgt voormalig amateurworstelaar, MMA-vechter en UFC-kampioen Mark Kerr, zijn strijd tegen een verslaving aan pijnstillers en zijn relatie met zijn toenmalige vrouw Dawn Staples.

## Rolverdeling
| Acteur         | Personage           |
| -------------- | ------------------- |
| Dwayne Johnson | Mark Kerr           |
| Emily Blunt    | Dawn Staples        |
| Ryan Bader     | Mark Coleman        |
| Bas Rutten     | zichzelf            |
| Oleksandr Usyk | Igor Vovtsjantsjoen |
| Lyndsey Gavin  | Elizabeth Coleman   |
| Zoe Kosovic    | McKenzie Coleman    |

## Productie
In december 2023 werd aangekondigd dat er een biografische sportdramafilm, gebaseerd op het leven en de carrière van Mark Kerr, in ontwikkeling was bij A24, met Benny Safdie als scenarioschrijver en regisseur en Dwayne Johnson in de hoofdrol. Tijdens de Oscaruitreiking van 2024 bevestigde Johnson dat Blunt in de film de rol van Kerrs vrouw Dawn Staples zou spelen. Lyndsey Gavin, Oleksandr Usyk, Ryan Bader, Bas Rutten en Zoe Kosovic voegden zich in mei 2024 bij de cast.

### Filmopnames
De filmopnames liepen van 21 mei tot 7 augustus 2024 en er werd gefilmd in New Mexico, Tokio en Vancouver. Cameraman Maceo Bishop, die met Safdie werkte aan The Curse (2023-2024), filmde de film op 16mm-film.

## Filmmuziek
De Belgische experimentele jazzmuzikante Nala Sinephro componeerde de muziek voor de film.

## Release
The Smashing Machine zal op 1 september 2025 in première gaan op het Filmfestival van Venetië in de competitie voor de Gouden Leeuw.

## Prijzen en nominaties
De belangrijkste:
| Jaar | Prijs                    | Categorie    | Genomineerde(n) | Uitslag       |
| ---- | ------------------------ | ------------ | --------------- | ------------- |
| 2025 | Filmfestival van Venetië | Gouden Leeuw | Benny Safdie    | In afwachting |